# 1999 BW
1999 BW är en asteroid i huvudbältet som upptäcktes den 16 januari 1999 av den japanska astronomen Tetsuo Kagawa vid Gekko-observatoriet.
Asteroiden har en diameter på ungefär 7 kilometer.